# بدراق أنة غلدي (كتول)
بدراق أنة غلدي (بالفارسية: بدراق‌انه‌گلدی) هي قرية تقع في إيران في قسم کتول الریفي. يقدر عدد سكانها بـ 446 نسمة بحسب إحصاء 2016.